# Байонна
Байо́нна (фр. Bayonne [bajɔn], окс. Baiona [baˈjunɔ], баск. Baiona [baiona], исп. Bayona) — город и коммуна на юго-западе Франции в департаменте Атлантические Пиренеи административного региона Новая Аквитания.
Байонна расположена возле атлантического побережья у слияния рек Адур и Нив, недалеко от северной границы Испании. В городе имеется крупный действующий порт, который является главным центром экономической активности всей французской части Страны басков.
По стечению обстоятельств, находясь на рубеже между Ландами и Баскскими землями, Байонна имеет статус экономической столицы бассейна реки Адур, а также является отправной точкой для туристов, направляющихся в Пиренеи из Франции. В городе развита современная промышленность (металлургия и химические продукты), благодаря возможности поставки угля и руды по морю из других стран.
В древности Байонна называлась Лапурдум (лат. Lapurdum) (по имени римского лагеря, находившегося на месте современного города), дав название историко-географической области Лабурдан. В городе с давних времён располагается кафедра епископа Байоннского. В IV веке в городе была расквартирована когорта Новемпопуланы. Название «Байонна» стало использоваться в начале XII века, когда в 1140 году паломник Амери Пико (фр. Aimeri Picaud ) написал «Земли басков и их город Байонна на берегу моря».

## География
Байонна расположена на территории исторической провинции Лабурдан, на границе между Баскскими землями и Гасконью. Её территория имеет равнинный ландшафт на западе и на севере (обширные области ландских лесов), имея тенденцию к небольшому повышению на юге и востоке, то есть в направлении области Пиренеев.
Город стоит на реке Адур, в которую прямо на территории города впадает приток Нив. По территории коммуны также протекают мелкие ручьи, впадающие в Нив и Адур.

## История

### Предположения о заселении в древности
В отсутствии достоверной информации, существуют разнообразные гипотезы существования в эпоху Древнего мира на месте современной Байонны небольшого рыбацкого селения.
Обнаружено множество следов пребывания человека в окрестностях коммуны, датированных средним палеолитом, в особенности артефакты, найденные в Сен-Пьер-д’Ирюбе. На всём протяжении эстуария Адура, именно в месте расположения Байонны ширина русла минимальна, позволяя легче и быстрее пересекать реку.
Последние археологические находки, сделанные в конце 1995 года, позволяют с высокой вероятностью предположить, что человек населял эти земли уже в III веке.

### Античность
Самым древним участком обитания человека в Байонне признан холм, возвышающийся возле места слияния Нива с Адуром.
В I веке до нашей эры, в эпоху римского завоевания, Байонна уже представляла определённую важность, поскольку римляне окружили город укреплённой стеной. На этой территории обитало племя тарбеллов, принадлежавшее к народности аквитанов.
Признано существование здесь римского каструма примерно в конце IV века. Это укреплённое селение Новемпопуланы называлось Лапурдум, и от этого имени произошло название историко-географической области Лабурдан, или Лапурди на баскском языке. Это римское поселение имело стратегическую важность, поскольку позволяло римлянам держать под контролем дороги, проходящие через Пиренеи, а также непокорное местное население. По мнению историков, площадь поселения составляла от 8 до 10 гектаров.

### Средние века
В ранний период своей истории поселение трижды меняло свою принадлежность; им последовательно владели римляне, васконы и затем, на протяжении трёх веков (с XII по XV век), англичане.
Римляне покинули город в IV веке и контроль над Новемпопуланой (провинцией между Гаронной, океаном и Пиренеями) получили васконы, постоянно жившие в этих местах. В этот период Новемпопулана получила название Васкония, а затем — Гасконь, под германским влиянием (вторжения вестготов, а затем франков). Внедрение баскской культуры в регионе было очень слабым, по сравнению с предшествующей глубокой романизацией. Вследствие смешения васконского языка с латынью появился гасконский язык.
После образования виконтства Лабурдан в 1023 году его столицей стала Байонна. В 1130 году король Арагона Альфонсо Воитель пытался взять Байонну приступом, но безуспешно. Байонна перешла под владычество англичан вследствие замужества герцогини Аквитании (Алиенора) с будущим английским королём в 1152 году. Благодаря этому альянсу Байонна получила множество торговых привилегий. Жители Байонны получили монопольное право перевозки в Англию бордоских вин и других товаров юго-запада Франции, в том числе древесной смолы, окороков и растительных красителей. Байонна также являлась мощной военной базой, где имелась судоверфь и находилось множество моряков. В 1177 году король Англии Ричард I Львиное Сердце отделил Байонну от виконтства Лабурдан, столицей которого стал город Устариц. Подобно множеству других городов той эпохи, Байонна получила в 1215 году хартию вольности и освободилась от феодального влияния.

### Ренессанс

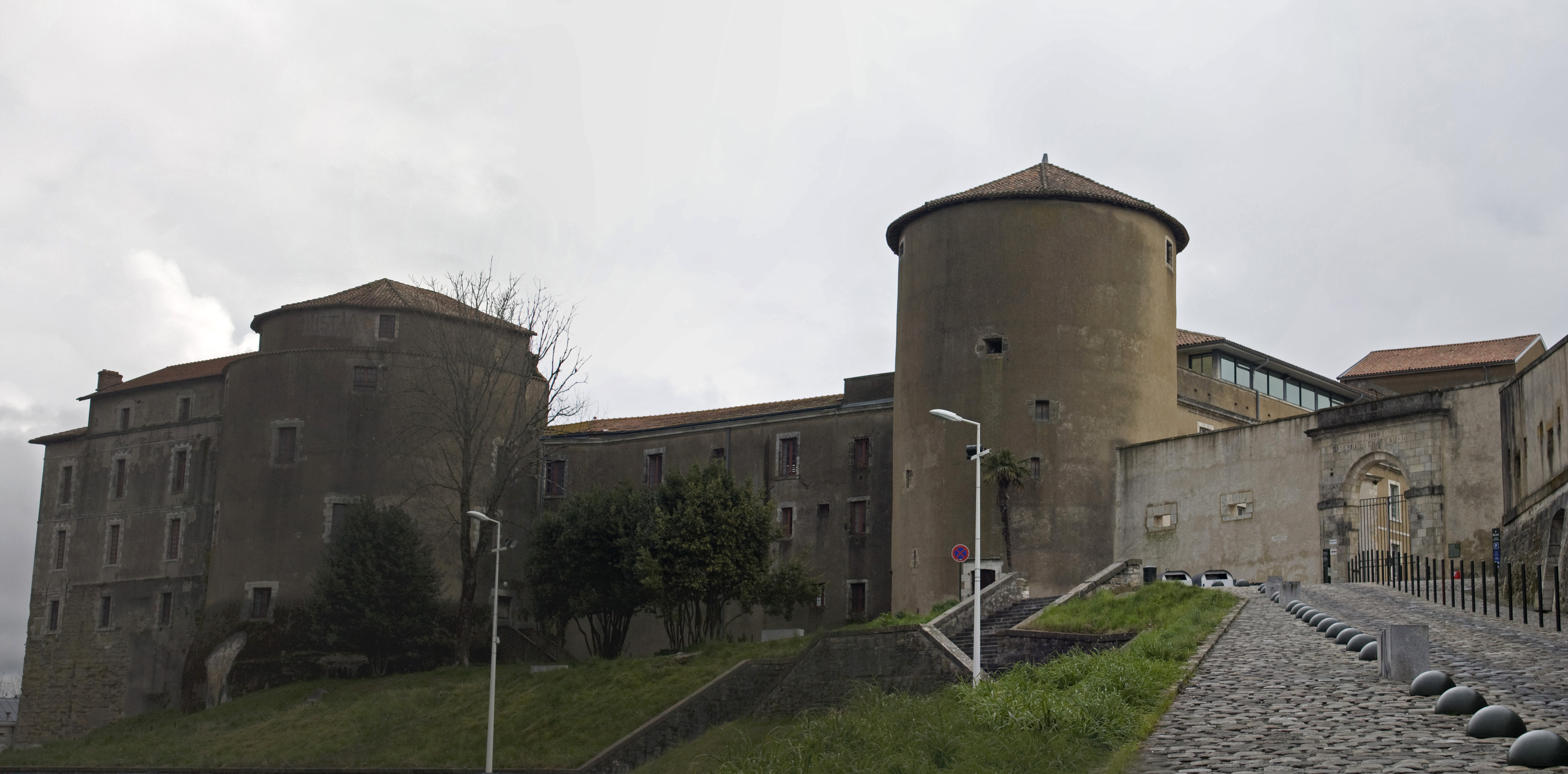
Новый замок

Дюнуа, бывший соратником Жанны д’Арк, без особых жертв захватил город 20 августа 1451 года и присоединил его к землям французской короны, поскольку епископ Байонны отсоветовал горожанам сражаться против королевских войск.
Короли Франции также продолжили укреплять город, поскольку испанская граница была совсем рядом. В 1454 году король Карл VII учредил отдельный судебный округ «сенешальство Ланн» (фр. sénéchaussée des Lannes), которое получило полномочия осуществления гражданского правосудия в большом регионе, включавшем Байонну, Дакс и Сен-Север; уголовные преступления были оставлены в компетенции эшевенов. С течением времени, находившийся в соседнем Даксе «сенешаль шпаги» утратил любую роль, кроме протокольной, и Байонна (одновременно с Даксом и Сен-Севером) стала де-факто обособленным сенешальством под управлением «первого заместителя сенешаля».
В мае 1462 года король Франции Людовик XI, сразу после заключения Байоннского договора, пожаловал королевскую грамоту, разрешающую устраивать ярмарки два раза в год; позже, в июле 1472 года, он подтвердил городские кутюмы по случаю смерти своего брата, герцога Гиеньского.
Период процветания Байонны завершился в XV веке после утраты монопольного права на торговлю с англичанами, а также из-за заиливания Байоннского порта, по причине отклонения русла Адура к северу. Удача на время улыбнулась жителям Капбретона.

### XVI век
В начале XVI века на земли Лабурдана пришла чума. Чтение Гасконского реестра позволяет проследить распространение пандемии. В июле 1515 года Байонна «перестала принимать людей из зачумленных регионов», а 21 октября, «всем крестьянам и горожанам Байонны запретили (…) посещать приход Бидар(…) во избежание заражения чумой». 11 апреля 1518 года чума уже свирепствовала в Сен-Жан-де-Люзе и горожанам Байонны «запретили поддерживать любые отношения с жителями прихода Сен-Жан-де-Люз, где люди умерли от чумы». 11 ноября 1518 года чума распространилась в Байонне до такой степени, что Городской совет переехал в поселение Англет.
В 1523 году маршал Лотрек оказал героическое сопротивление испанцам, вынудив их снять осаду Байонны.
В XVI веке королевские инженеры в спешном порядке вели работы по отклонению реки Адур в её прежнее русло. После этого порт в Байонне смог возобновить свою деятельность. Ловля трески и китобойный промысел значительно повысили благосостояние местных рыбаков и судовладельцев.
В то время, когда Христофор Колумб открыл Америку, на иберийском полуострове свирепствовала Инквизиция и евреи, покинувшие Испанию и, главным образом, Португалию, обосновались в Байоннском квартале Сен-Эспри. Они занимались импортом шоколада во Францию.
В 1565 году произошла встреча Екатерины Медичи с герцогом Альба, посланником короля Испании Филиппа II, вошедшая в историю под названием «Свидание в Байонне». В то время, когда в некоторых частях французского королевства разворачивались ожесточённые битвы между католиками и протестантами, Байонне удалось избежать этих волнений, поскольку управление города находилось в «железной руке». Действительно, городские правители Байонны никогда не стеснялись применять уголовное наказание и силовые меры для поддержания порядка, руководствуясь принципами «общественного блага».
Этот период ярко олицетворяют два брата, Соба и Жоанн Сорхайндо, оба служившие заместителями мэра Байонны во второй половине XVI века. Они постоянно колебались между католицизмом и протестантизмом, отдавая при этом приоритет единству и репутации города.
С 1611 по 1612 год Коллеж Байонны возглавлял 26-летний директор по имени Корнелий Янсений, будущий епископ Ипрский. Таким образом, Байонна на некоторое время стала колыбелью сурового и затейливого янсенизма, которому удалось сильно потрясти монархию Людовика XIV.
В ходе спорадичных вооруженных конфликтов, происходивших на французских равнинах в середине XVII века, крестьяне Байонны часто испытывали нехватку пороха и пуль. Они стали примыкать охотничьи ножи к стволам своих мушкетов, получая импровизированные копья, которые впоследствии стали называться байонетами.
В этом же веке французский военный инженер Вобан получил от короля Людовика XIV распоряжение укрепить город Байонну. Он построил мощную цитадель на возвышенности в квартале Сен-Эспри.

### Французская революция и Реставрация монархии
В XVIII веке экономическая активность в Байонне достигла своего апогея. В 1726 году в Байонне была основана торгово-промышленная палата. Портовая деятельность была весьма бурной — торговля с Испанией, Голландией, Антильскими островами, ловля трески на отмелях Ньюфаундленда, строительство портовых зданий.
В 1792 году квартал Сен-Эспри, расположенный на правом берегу Адура, отделили от Байонны и новую коммуну назвали Jean-Jacques Rousseau. Квартал вернули в состав Байонны только 01 июня 1857 года. На протяжении 65 лет самостоятельная коммуна входила в состав соседнего департамента Ланды.
В 1808 году в шато Маррак (фр. château de Marracq), в обстановке «дружественного нажима» императора Наполеона, король Испании Карл IV подписал акт отречения в пользу Жозефа Бонапарта. Вслед за этим была парафирована Байоннская конституция, ставшая первой испанской конституцией.
Торговля, лежавшая в основе благополучия города в XVIII веке, существенно сократилась в этот период из-за торговых санкций в отношении Испании, основного торгового партнёра региона в то время.
Завершение этого периода истории было отмечено осадой Байонны 5 мая 1814 года в рамках Испанской революции 1808—1814 годов, когда наполеоновская армия под командованием маршала Сульта капитулировала перед лицом коалиционных войск под командованием Веллингтона.

### XIX век
В 1854 году здесь появилась железная дорога, по которой из Парижа прибыло множество туристов, желавших отдохнуть на пляжах Биаррица. Имея кузницы на Адуре, Байонна стала активно развивать сектор чёрной металлургии. Порт стал наращивать промышленную специализацию, однако объём грузоперевозок постепенно снижался и почти прекратился в XX веке. Открытие газового месторождения в Лаке на какое-то время оживило портовую деятельность в Байонне.
2 декабря 1856 года был заключён Байоннский договор между Францией и Испанией, который более точно определил принадлежность территории возле устья реки Бидасоа, установив границу между Наваррой и Арагоном.

### XX век
Утром в субботу 23 декабря 1933 года супрефект Антель принял Гюстава Тиссье, директора Байоннского отделения банка Crédit municipal. Предмет рассказа банкира позже станут называть «мошенничеством века». Спустя несколько дней в байоннской газете Le Courrier de Bayonne вышло сообщение о том, что Тиссье, директор Crédit Municipal, арестован и помещён под стражу по обвинению в подделке, использованию подложных документов и хищению бюджетных средств. Он выпустил несколько тысяч фиктивных долговых обязательств банка Crédit Municipal…. Это событие стало началом громкого дела Ставиского, которое привело к политическому кризису во Франции и массовым беспорядкам в Париже 6 февраля 1934 года.
21 августа 1944 года Байонну покинули немецкие оккупанты, предварительно взорвав в акватории порта почти 20 судов. На следующий день через город проехала последняя колонна из пяти немецких автомобилей с агентами Гестапо и солдатами Feldgendarmerie. На ходу немцы открыли автоматный огонь, убив трёх мирных жителей на перекрёстке Saint-Léon, возле вокзала и на подступах цитадели. 23 августа была образована неофициальная «особая муниципальная делегация» по инициативе супрефекта Ги Ламассура, представлявшая Временное правительство Французской республики.

## Роль семьи Грамон
Представители дворянской семьи Грамон были сначала управляющими, а затем и губернаторами Байонны начиная с 1472 года и вплоть до 1789 года. Лицензия на должность мэра Байонны была куплена Антуаном II де Грамон у короля Франции Генриха IV 28 января 1590 года, и в дальнейшем передавалась по наследству. Резиденцией Грамонов в Байонне с XV века был Новый замок, а затем, начиная с конца XVI века, Старый замок,.

## Экономика
Байонна является торговым и экономическим центром трёх баскских провинций, расположенных к северу от Пиренеев: Лабурдан, Нижняя Наварра и Зуберу. Её влияние также распространяется на южную часть соседнего департамента Ланды.

### Порт Байонны

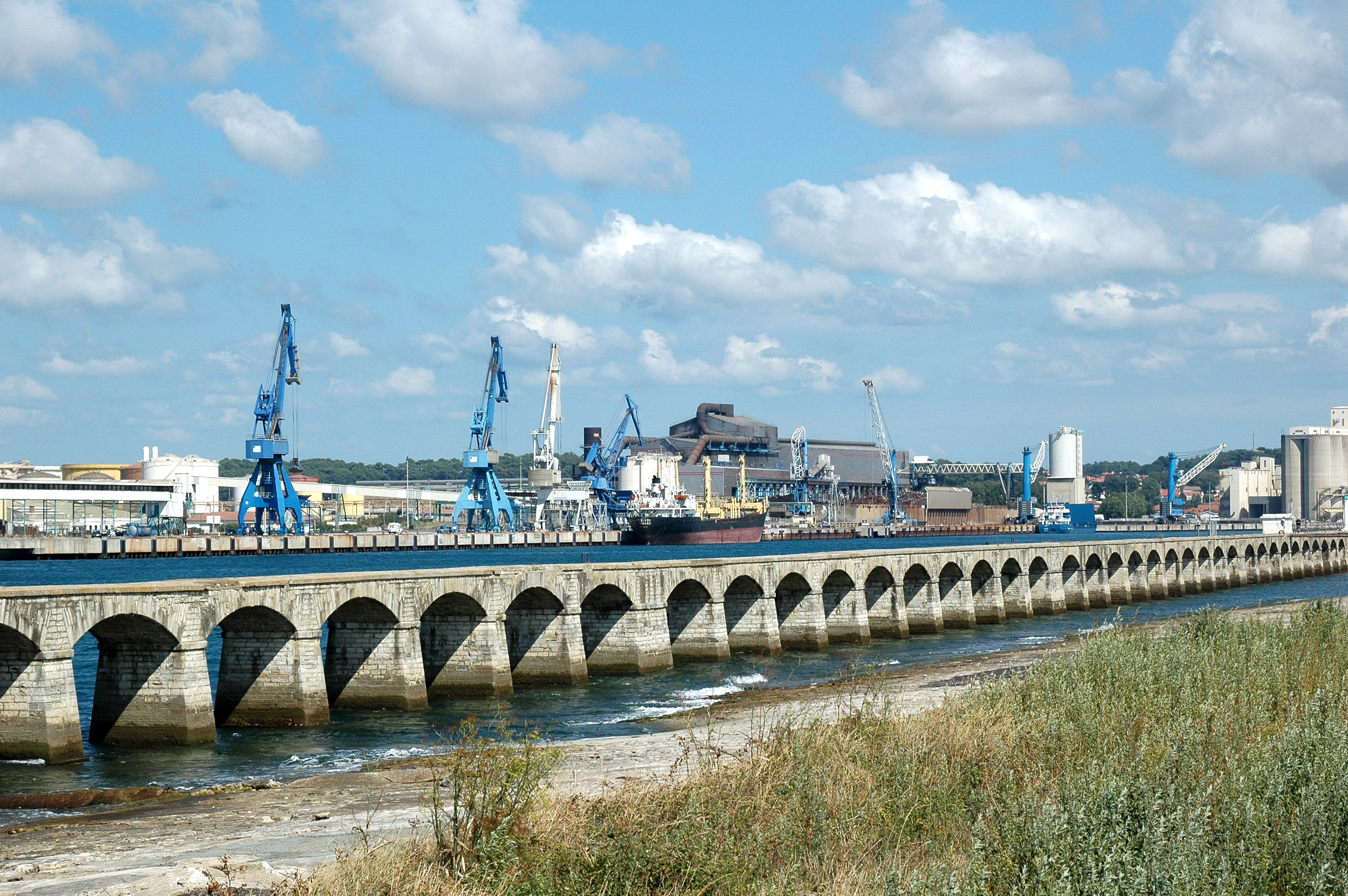
Порт в Байонне

Активность порта Байонны по-прежнему находится на высоком уровне. Значимость порта выросла после открытия месторождения природного газа в городе Лак.
Порт Байонны расположен в устье реки Адур. Его территория частично занимает земли коммун Англет и Буко в департаменте Атлантические Пиренеи, а также коммуны Тарнос в департаменте Ланды.
Порт Байонны занимает 9-е место среди торговых портов Франции — начиная с 1997 года ежегодный объём проходящих через порт грузов превышает 4 миллиона тонн. Через этот порт экспортируются региональные промышленные и продовольственные товары, произведённые в департаментах Ланды и Атлантические Пиренеи:
- сера (как побочный продукт очистки природного газа);
- нефть, добытая в Лаке;
- кукуруза;
- удобрения;
- древесина.

В Байонне находится металлургический завод по переработке металлолома (Aciérie de l’Atlantique SA).
Автоконцерны Ford и General Motors выбрали Байонну в качестве логистического центра, откуда собранные в Испании и Португалии автомобили распространяются по всей Европе.
Порт имеет отдельный терминал хранения нефтехимических продуктов (жидких химических продуктов). В порт Байонны проложен продуктопровод из Лака, где добывают природный газ.

## Городские районы

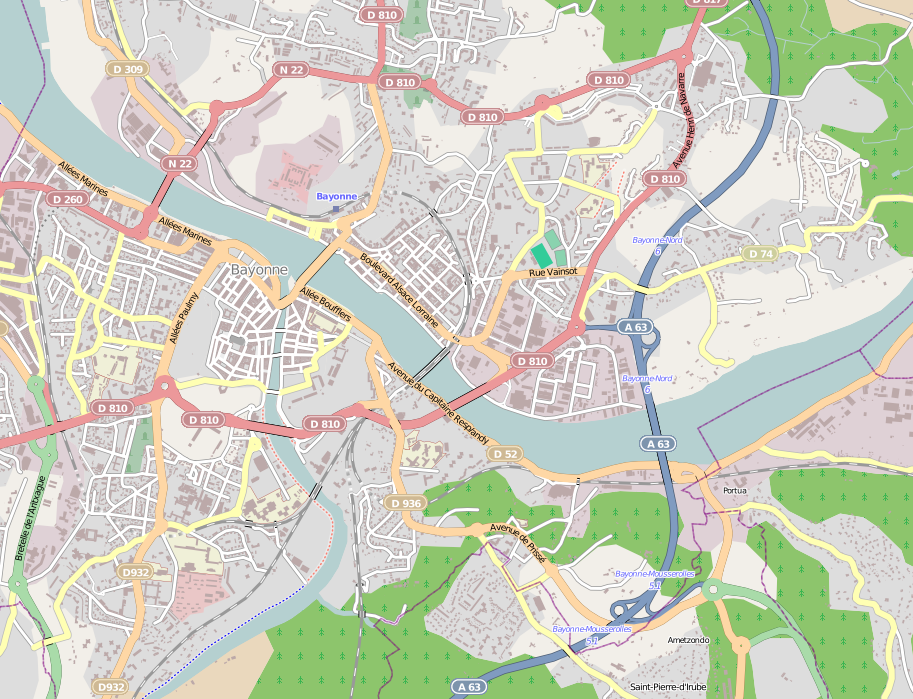
Карта Байонны

Исторический центр города разделён на три квартала:
- Квартал Сен-Эспри (квартал Святого Духа), расположенный на правом берегу Адура, где возвышается цитадель Вобана.
- Квартал Гран-Байонн (Большая Байонна), расположенный на левом берегу Адура и Нив, где находится Старый замок и собор святой Марии,
- Квартал Пети-Байонн (Малая Байонна) расположен между реками Адур и Нив.

### Квартал Сен-Эспри

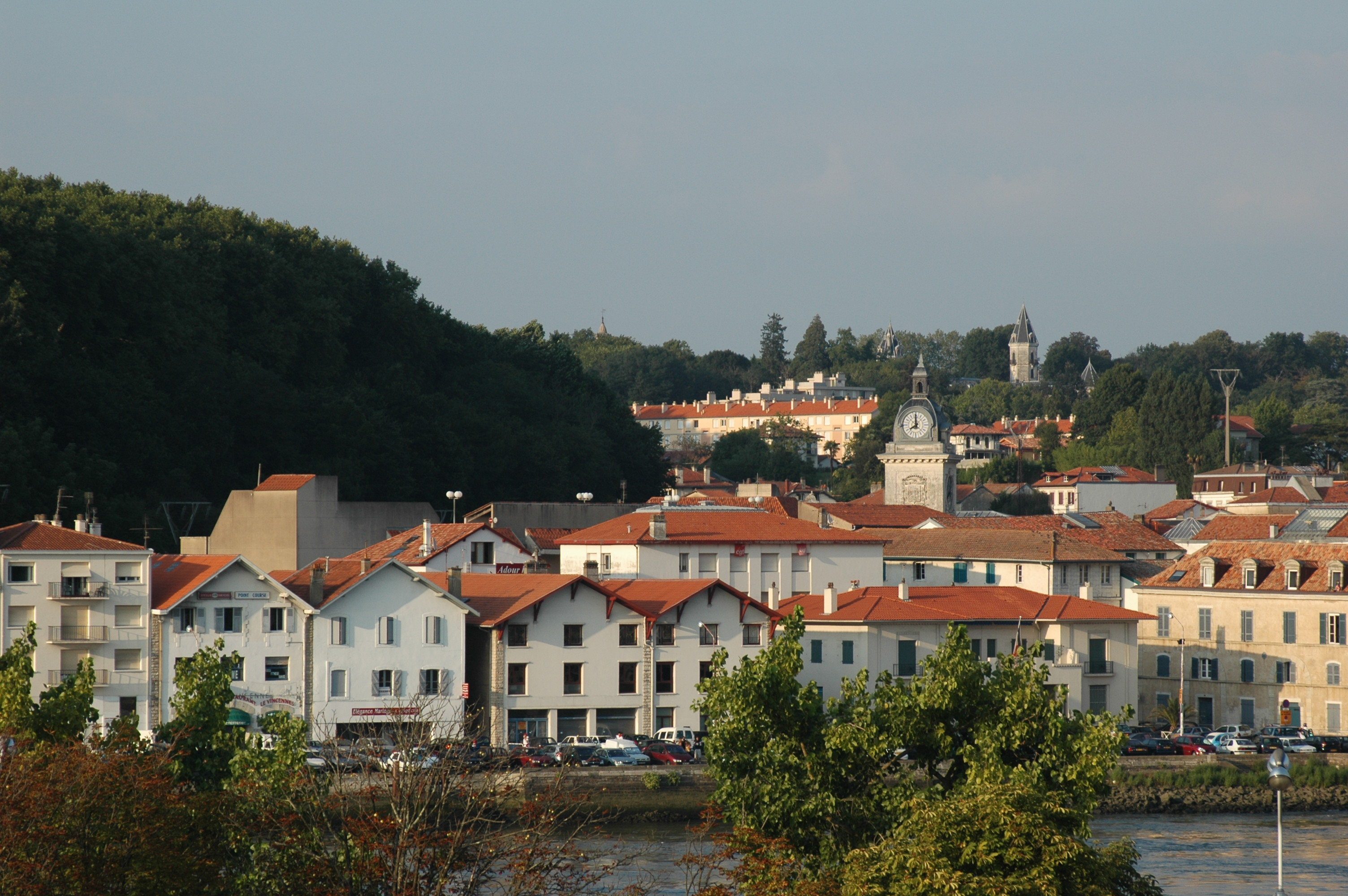
Квартал Сен-Эспри

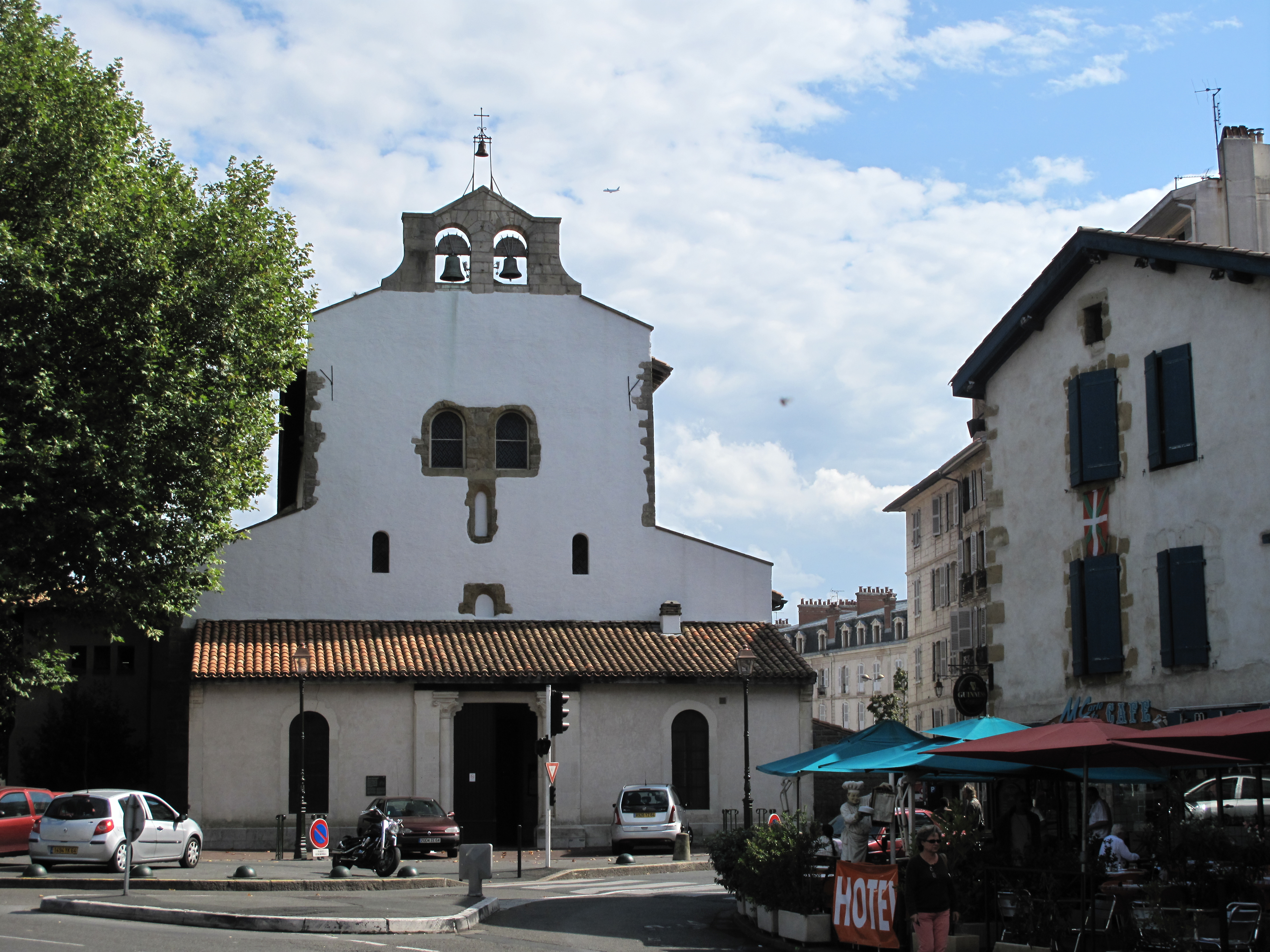
Церковь Сен-Эспри

Этот квартал образовался ещё в XII веке и изначально был народным городским кварталом, где селились иностранцы и иммигранты. Некоторое время квартал был самостоятельной коммуной — Сен-Эспри-де-Байонн — в составе округа Дакс департамента Ланды. Коммуну включили в состав Байонны в 1857 году.
Первыми жителями квартала стали монахи Ордена госпитальеров Святого Духа, основавшие приют на паломнической дороге Святого Иакова, и квартал получил имя по названию этого ордена. Данный приют был важной остановкой паломников перед подъёмом в Пиренеи. В этом квартале также обосновались португальские евреи-сефарды или марраны, бежавшие сюда от преследований Инквизиции в XVI веке, и принёсшие с собой на юг Франции секреты изготовления шоколада. Байоннский шоколад впервые стал известен во Франции в 1615 году, по случаю брака испанской инфанты Анны Австрийской с королём Людовиком XIII. В наши дни Байонна также славится качеством своего шоколада.
После революции эти португальские семьи были признаны гражданами Франции. Среди них было много аптекарей, судовладельцев и оптовых торговцев.
В этом квартале расположены:
- Церковь Сен-Эспри, построенная на развалинах римского приорства, несколько конструкционных элементов которого присутствуют в её современном здании. Церковь возведена в ранг коллегиальной королём Людовиком XI в конце XV века. Великолепные готические арочные своды в хорах, декорированы плетёным узором и медальонами, свойственными стилю пламенеющей готики той эпохи. В церкви хранятся мощи святой Ирены;
- Площадь place de la République;
- Вокзал Байонны;
- Цитадель, построенная военным инженером Вобаном в XVII веке;
- Синагога Байонны, построенная в 1837 году.

Именно на этой территории 21 августа 1853 года была устроена первая во Франции испанская коррида, благодаря чему Байонна сегодня имеет статус «самого старого города корриды во Франции».

### Квартал Гран-Байонн
Именно в квартале Гран-Байонн (иллюстрация — в карточке статьи) лежат истоки современной Байонны, поскольку здесь располагался старинный римский каструм. Здесь расположен исторический центр города, а также его торговый центр. Площадь place de la Liberté является самой старой в городе; в её мощении представлены гербы Аквитании, Лабурдана и Гаскони. Вплоть до XVII века город имел обширную сеть каналов, которые способствовали торговле. Улица rue du Port-Neuf была старинным каналом. Дома с галерейными пассажами на этой улице построены на свайных основаниях, и считаются самыми красивыми в городе. Их деревянные стены и решётчатые ставни раскрашены в красный, каштановый, зелёный и голубой цвета. В прежние времена набережная quais de la Nive служила местом выгрузки рыбацкого улова. В конце набережной находятся две башни старинных римских укреплений в районе улицы rue Tour-de-Sault. Типичной считается улица rue d’Espagne, имеющая высокие и узкие фахверковые дома шириной в два окна с железными балконами и дверными молотками.
Квартал окружён старинным рвом и укреплениями. Улицы rue Orbe, rue de la Salie и бульвар boulevard du Rempart Lachepaillet расположены на месте старинного осушенного котлована.

### Квартал Пети-Байонн

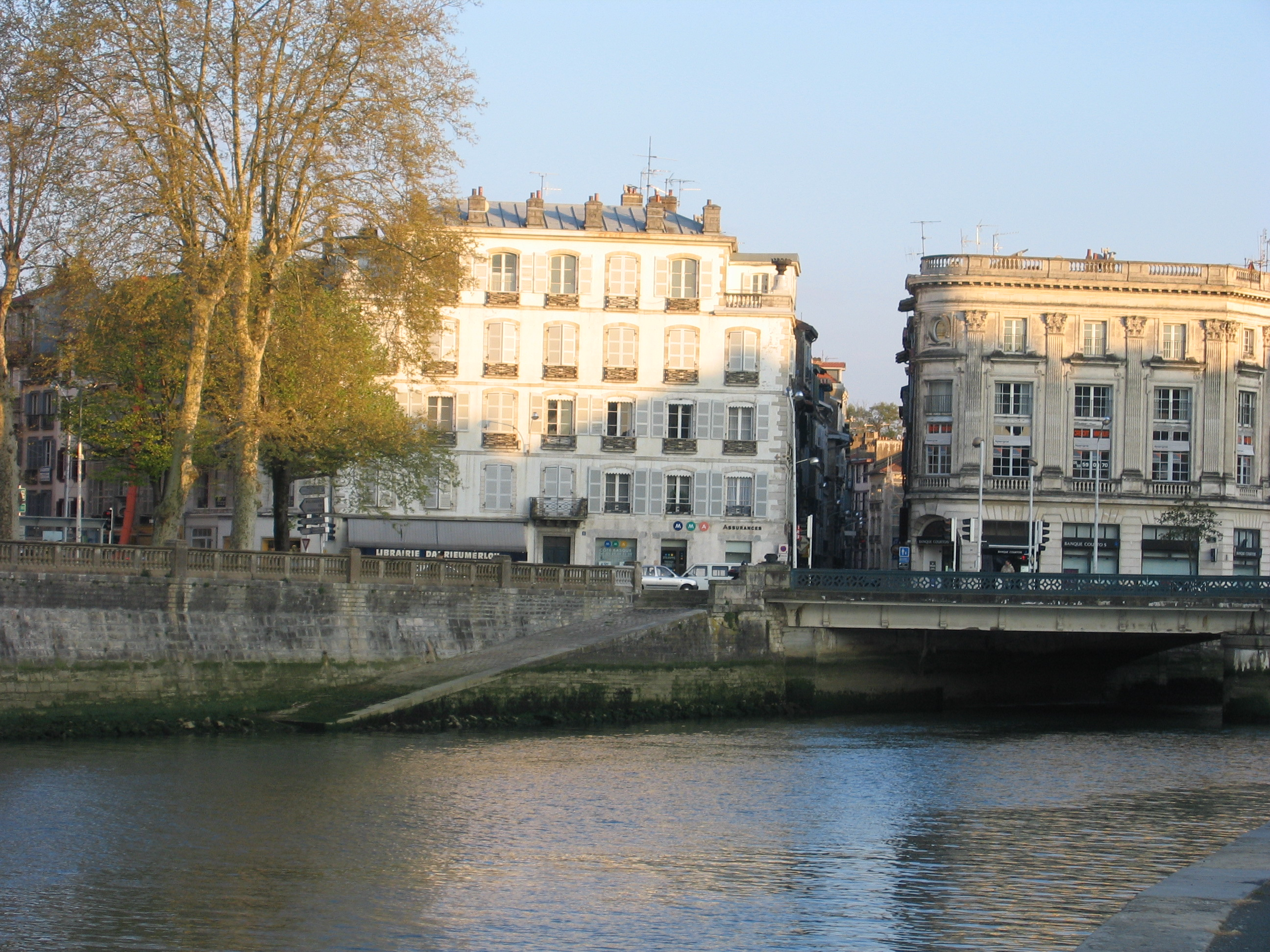
Квартал Пети-Байонн

Это самый оживлённый квартал города. Изначально, в 1152 году, эта территория была продана епископам, в качестве вольной гавани. Позже Вобан включил этот квартал в единый проект укреплений. Территория квартала также имела обширную сеть каналов, которые служили транспортными артериями города. Дома типичны для всей Байонны; особо примечательные находятся на набережных Quai des Corsaires и Quai Galuperie. Этот квартал стал пристанищем для множества испанских басков после установления франкизма в Испании.
В этом квартале расположены Музей басков, Музей Бонна-Эллё (художественный музей), Новый замок, а также одна из самых старых пелот в Стране басков.

## Транспорт

### Автомобильный транспорт
Байонна расположена у пересечения автомагистрали A63 (участок Ланды — Бирьяту) и скоростной департаментской трассы D1, которая соединяется с автомагистралью A64, связывая, таким образом, Байонну с Тулузой. Чтобы попасть в Байонну, можно использовать три выезда с автомагистрали A63 — № 6, № 5.1 и № 5. Прежде через Байонну проходила автотрасса 10, которая связывала Париж с Андайем, однако сейчас эта трасса переведена в категорию департаментской дороги (810).

### Железнодорожный транспорт
Железнодорожный вокзал Байонны расположен в квартале Сен-Эспри; это крупный вокзал на линии Бордо—Ирун. Также вокзал является конечной станцией на линиях Тулуза—Байонна и Байонна—Сен-Жан-Пье-де-Пор. Через Байонну проходят высокоскоростные поезда TGV, поезда Intercités (в том числе ночные), а также поезда региональной сети TER Aquitaine (в направлении Андая, Сен-Жан-Пье-де-Пора, Дакса, Бордо, По и Тарба).

### Воздушный транспорт
Байонна обслуживается аэропортом Биарриц-Англет-Байонна, который располагается на территории соседних коммун Англет и Биарриц.

### Муниципальный транспорт
Байонна обслуживается 11 маршрутами (плюс 1 ночным) автобусной сети Chronoplus, которая связывает город с другими коммунами агломерации: Англет, Биарриц, Бидар, Буко, Сен-Пьер-д'Ирюб и Тарнос.

## Культура и историческое наследие

### Техника
От названия города Байонна происходит слово «байонет» (фр. baïonnette — штык). По легенде именно здесь в 1641 году был изобретён штык для ружья. Крепление, с помощью которого штык крепился на ствол называли байонетным. 

### Языки
Жители Байонны говорили на гасконском диалекте начиная со Средневековья, когда возник этот диалект окситанского языка, и вплоть до начала XX века; все официальные документы города периода средневековья выполнены именно на этом диалекте. Карта семи баскских провинций, составленная в 1863 году лингвистом Луи Люсьеном Бонапартом, показывает, что Байонна не входила в баскский лингвистический ареал.
В ходе процесса образования департаментов во Франции Байонну включили в так называемый гибридный департамент — Нижние Пиренеи (департамент переименован в Атлантические Пиренеи 10 октября 1969 года). В этот департамент включили Беарн, баскские провинции Лабурдан, Нижнюю Наварру и Зуберу, а также тонкую полоску гасконских территорий, расположенных в нижнем течении Адура, несмотря на протесты членов парламента Лабурдана (сельское население).
Жесткая политика офранцуживания в начале XX века привела к упадку гасконского языка в Байонне, которая была отделена от гасконских земель территориально и в которой мало жителей говорили на гасконском. Тем не менее гасконский язык не исчез полностью, поскольку Байонна осталась городом двойной культуры, а также из-за её географического положения (на рубеже между Гасконью и Баскскими землями). Таким образом, на фасаде мэрии Байонны продолжают развеваться два флага: гасконский и баскский. На территории коммуны используются трехъязычные указатели (французский/баскский/гасконский).

### Музеи
- Музей басков и истории Байонны
- Музей Бонна-Эллё (фр. Musée Bonnat-Helleu) — художественный музей Байонны
- Музей естествознания

|  |  |

### Массовые мероприятия

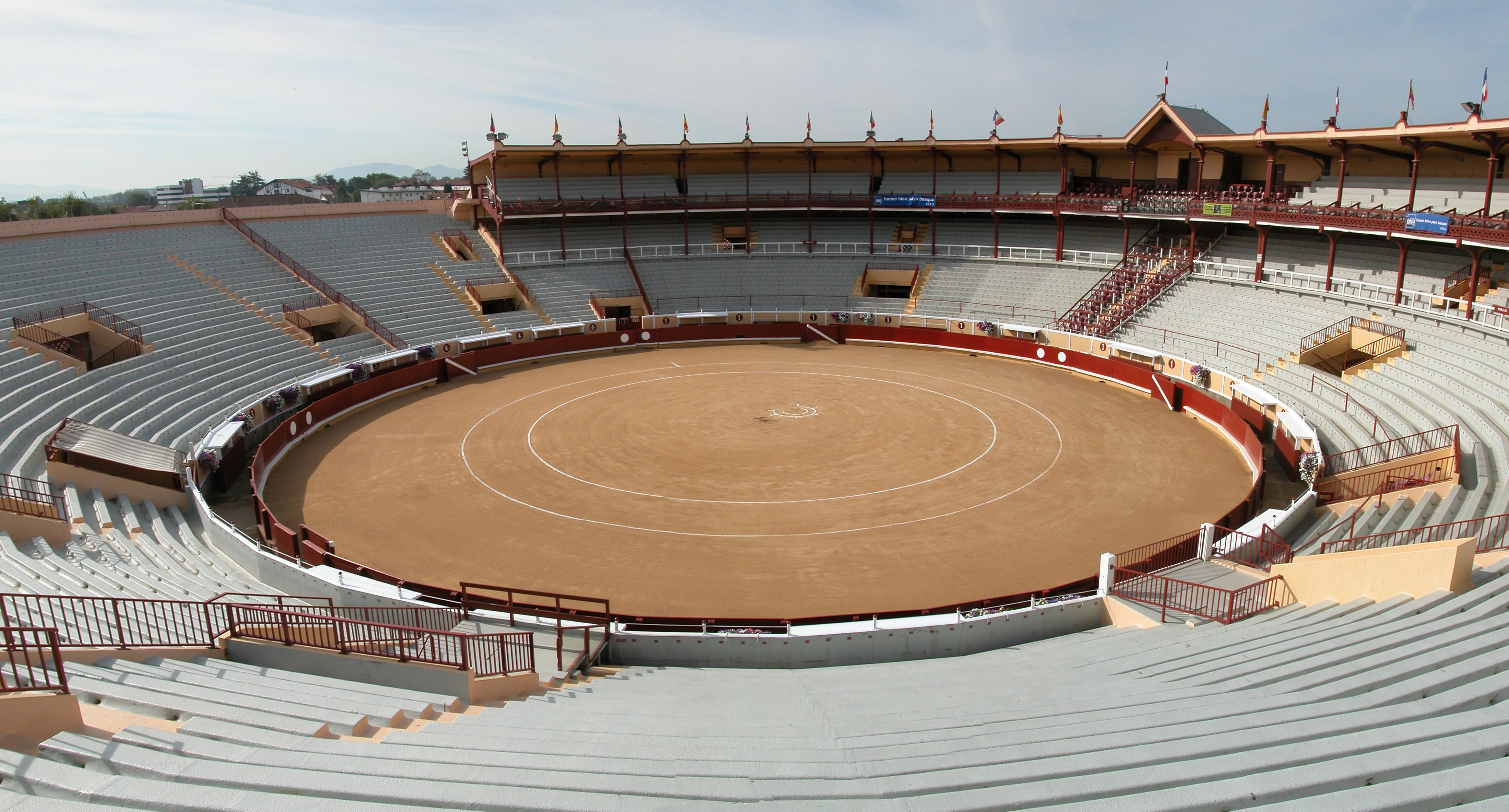
Арена Байонны

- Праздник Байонны. В эти дни ежегодного городского гуляния все одеваются в бело-красные одежды и под характерную музыку гуляют по городу. В эти дни проводятся самые значимые соревнования по национальной игре басков в мяч — пелоту.
- Фестиваль La Ruée au Jazz, который пришёл на смену фестивалю Jazz aux remparts.
- Бои быков проводятся на протяжении всего лета. Традиции тавромахии в Байонне являются самыми долгими во Франции, поэтому бои быков в Байонне пользуются самой широкой популярностью в стране. Обычай энсьерро, когда коровы и быки выпускаются на улицы Байонны, регламентируется муниципальным постановлением 1283 года. Действующая арена Байонны, открытая в 1893 году, является самой вместительной на территории «большого юго-запада Франции» (более 10000 мест). Каждый год на этой арене устраивается примерно 12 коррид. Также на протяжении летних месяцев арена принимает несколько новильяд. Байонна является членом «Ассоциации французских городов корриды».

### Театр
Байоннский театр, вместе со сценической площадкой в Буко, с 1990 года имеет статус национального театра (присуждается Министерством культуры Франции) и известен под общим названием Scène nationale Bayonne — Sud-Aquitain (Национальный театр Байонна — Южная Аквитания). Театр расположен на площади place de la Liberté, в одном здании с мэрией города.

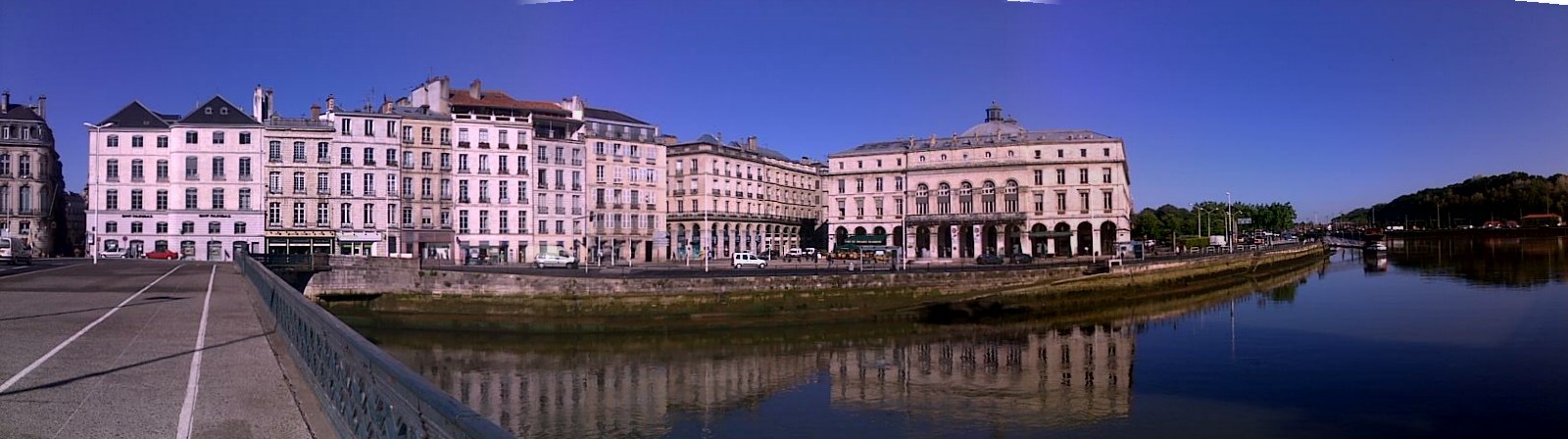
Театр Байонны расположен в одном здании с мэрией (справа)

### Архитектурное наследие
Байонна примечательна своей средневековой городской планировкой с чётко размеченными улицами и сохранившимися более или менее полно постройками той эпохи (оборонительные укрепления, кафедральный собор, монастырь, подземелья и так далее). Период с XVI по XIX век отмечен строительством в Байонне большого числа роскошных особняков, которыми владели, как правило, члены профессиональных корпораций, весьма активных в Байонне. Эти дома свидетельствуют о бурной торговой и портовой деятельности города.

#### Гражданская архитектура
- Новый замок (фр. Château-Neuf) — английские укрепления XIII века, на которых в XV веке при французском короле Карле VII возвели новый комплекс построек;
- Старый замок (фр. Château-Vieux) — построен в XI веке виконтами Лабурдана. В этом замке собирали выкуп за освобождение короля Франциска I, которого удерживал в плену в Мадриде император Карл V после битвы при Павии в 1525 году. Здесь, в качестве узника, содержался коннетабль Франции Дюгеклен, в ожидании выкупа в размере 100 тысяч ливров;
- Шато Маррак — резиденция, купленная императором Наполеоном в мае 1808 года за личные средства у братьев Маркфой, зажиточных евреев-торговцев, живших в квартале Сен-Эспри. Одновременно он купил расположенное рядом имение Сен-Мишель. Здание было уничтожено пожаром в 1825 году, а его развалины до сих пор можно видеть на дороге, ведущей в Камбо-ле-Бен, сразу после Байоннской больницы.
- Цитадель и городские укрепления, построенные знаменитым военным инженером Вобаном, где устроено семь порталов и потерна.
- Фонтан Сен-Леон
- Укрепления в квартале Пети-Байонн
- Фахверковые дома
- 130 подземелий, начиная с древнеримской эпохи
- Множество остатков романских укреплений, которые стали частью построенных сверху строений
- Многочисленные дома нобилей и частные особняки XIV и XVI—XIX веков
- Набережные реки Нив (жилые дома XIX века)
- Мэрия на площади place de la Liberté (прежняя площадь place Gramont). Содержит зрительный зал (бывший кинотеатр), ставший после реконструкции театром.

#### Религиозное наследие

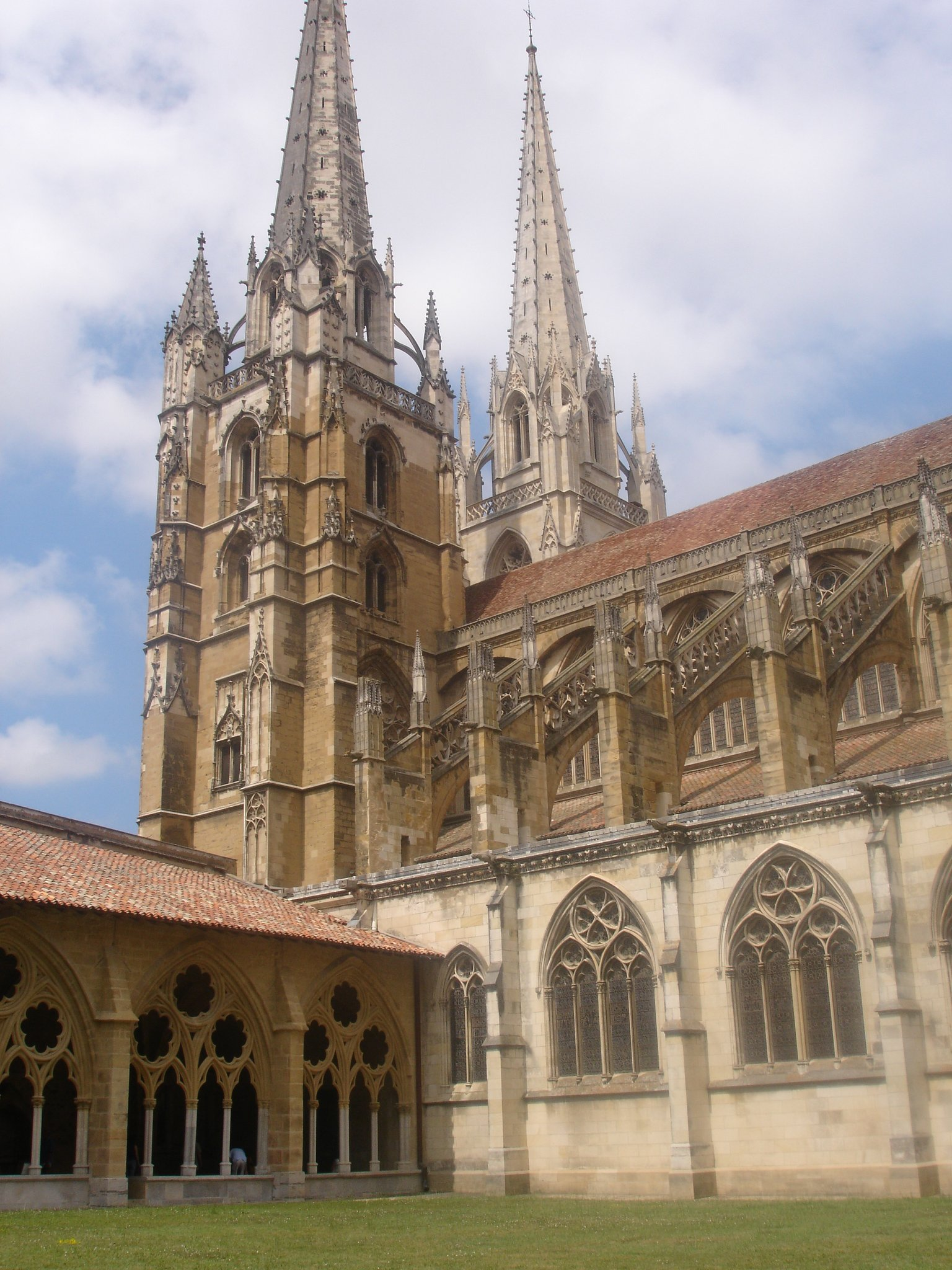
Клуатр у кафедрального собора

- Собор Девы Марии (включён в список объектов Всемирного наследия ЮНЕСКО в 1998 году как составная часть пути Святого Иакова во Франции). Этот стрельчатый собор в стиле пламенеющей готики начали возводить в 1213 году и закончили в XV веке. В XIX веке собор дополнили двумя колокольнями высотой 85 метров. В соборе хранятся мощи покровителя Байонны святого Леона. С южной стороны собора к нему примыкает клуатр, построенный в 1240 году. Долгое время клуатр служил кладбищем, и сейчас в нём остались ниши с гробницами.
- Церковь Святого Духа — остатки коллегиальной церкви, основанной королём Людовиком XI и построенной на более древнем сооружении.
- Приходская церковь Сен-Андре, в которой находится картина Леона Бонна.
- Приходская церковь Сен-Этьенн.

### Гастрономия
Байонна, помимо прочего, известна в мире по одноимённым окорокам. Сейчас Байоннский окорок защищён сертификатом географического происхождения IGP. Согласно этому сертификату, Байоннский окорок должен производиться с соблюдением следующих условий:
- свиньи должны выращиваться на юго-западе Франции (22 департамента от Дё-Севра до Восточных Пиренеев)
- свинина должна перерабатываться в долине реки Адур
- окорок солится сухой солью из солеварен бассейна Адура
- минимальный срок выдержки 7 месяцев

В Стране басков выращивать свиней, и в особенности чёрных баскских свиней, начали в 1960-х годах, чтобы противостоять последствиям глубокого кризиса в сельском хозяйстве. Ветра фёны, особо сухие в этом регионе, способствуют проникновению соли внутрь окорока.
В Байонне по четвергам, пятницам и субботам проходят ярмарки окороков, которым город дал своё имя.

## Байонна в искусстве
- Три персонажа романа Эрнеста Хемингуэя «И восходит солнце» посещают Байонну по пути в испанскую Памплону.
- В романе Кима Стенли Робинсона «Годы риса и соли» (2002) Байонна является первым городом, который заселили мусульмане после полного опустошения Европы, вызванного пандемией чумы «Чёрная смерть».
- В полуавтобиографическом романе Генри Миллера «Тропик Козерога» рассказчик описывает период своей жизни, когда он продавал жителям Байонны Энциклопедию Британнику.
- Летом 2008 года концертный альбом французского музыканта Ману Чао «Baionarena» был записан на арене Байонны.

## Города-побратимы
- Памплона
- Оспиталет
- Бейонн
- Дейтона-Бич
- Асколи-Пичено
- Велико-Тырново
- Фару
- Каяани
- Ньиредьхаза